# Waldemar Włosowicz
Waldemar Włosowicz (ur. 10 września 1964 w Czeladzi) – polski piłkarz, grający na pozycji obrońcy. Mistrz Polski w sezonie 1989/1990 i zdobywca Superpucharu w 1990 w barwach Lecha Poznań.
Waldemar Włosowicz piłkarską karierę rozpoczynał w Hutniku Dąbrowa Górnicza, zaś wiosną 1983 trafił do Zagłębia Sosnowiec, w którego barwach zadebiutował w I lidze. Cztery lata później odszedł na pół roku do BKSu Stali Bielsko-Biała, po czym został graczem Lecha Poznań. Z nową drużyną w sezonie 1989/1990 wywalczył mistrzostwo Polski, a na początku kolejnych rozgrywek sięgnął po Superpuchar kraju. W 1991 podpisał kontrakt z Igloopolem Dębica, w którym był podstawowym graczem i rozegrał w nim 14 ligowych meczów. Włosowicz kontynuował później swoją karierę w m.in. Sokole Pniewy i Koronie Kielce. Zakończył ją w 2004, będąc zawodnikiem rezerw Zagłębia Sosnowiec.
W sezonie 2003/2004 Włosowicz był zawodnikiem trzecioligowego Zagłębia Sosnowiec, a jednocześnie pełnił funkcję kierownika drużyny. Urząd piastował przez kilka następnych lat. W 2007 został zawieszony przez klub z powodu wszczęcia postępowania przez prokuraturę w sprawie korupcji w Zagłębiu (Włosowicz znalazł się na liście 12 oskarżonych). 2 sierpnia 2007 odbyło się posiedzenie Wydziału Dyscypliny PZPN, na którym rozpatrzono sprawę korupcji w przypadku sosnowieckiego klubu. Zagłębie zostało ukarane degradacją o jedną klasę rozgrywkową i dodatkowo karą czterech ujemnych punktów. Kilka dni później zarząd Zagłębia po zapoznaniu się z materiałem WD PZPN w sprawie afery korupcyjnej zwolnił Włosowicz, który rozpoczął handel sprzętem sportowym.
Pod koniec października 2009 Włosowicz został drugim trenerem Czarnych Sosnowiec, natomiast stanowisko pierwszego szkoleniowca objął Mateusz Mańdok, który zastąpił Michała Chmielowskiego. W sezonie 2009/2010 klub prowadzony przez ten duet trenerski zajął w rozgrywkach IV ligi 10. miejsce.

## Sukcesy

### Lech Poznań
- I liga: 1989/1990
- Superpuchar Polski: 1990